# Acrodynie
 Mise en garde médicale
L'acrodynie, dite aussi « maladie de Pink », est une maladie infantile rare (touchant les individus de six mois jusqu'à l'âge de huit ans), le plus souvent observée chez les enfants exposés de façon chronique à des métaux lourds, en particulier au mercure (ou pouvant être causée par un virus[réf. nécessaire]). Cette neuropathie périphérique est associée à des mains et pieds douloureux et prennant une couleur rose sombre à violacée, souvent avec desquamation.
Le mercure a été la cause principale de cette pathologie tout au long du XXe siècle) mais, de nos jours, la cause exacte reste souvent inconnue.

## Étymologie, sémiologie
« Acrodynie » vient du grec « ακρος » (fin, extrémité) et « οδυνη » (douleur).
Le mot est parfois utilisé (à tort) pour décrire une douleur aux mains et/ou aux pieds, et il décrit plutôt une maladie qu'un symptôme.
On parle aussi d'hydrargyrie, de mercurialisme, ou encore d'érythredème, de polyneuropathie érythredème, de maladie de Bilderbeck, Selter, Swift et Swift-Feer.

## Histoire
Une épidémie d'acrodynie a eu lieu durant plus d'un demi-siècle (de 1900 à 1956) chez des nourrissons et jeunes enfants (0 à 6 ans) victimes de troubles psychologiques et comportementaux anormaux, avec notamment psychose, perte de la parole et isolement social,. Elle était causée par le chlorure de mercure contenu dans les traitements courants alors utilisés pour le soins dentaires et la vermifugation.
Jusqu'à un enfant sur 500 était touché dans plusieurs pays industriels. Selon Austin D (2008), ce faible nombre « suggère que la sensibilité individuelle aux effets du mercure était très variable, et était donc un facteur de risque indépendant de l'acrodynie, au-delà de la seule exposition au mercure ». Cependant, après que l'on a supprimé du marché la poudre de calomel (Hg2Cl2, alors fréquemment utilisée pour le soin des dents), l'acrodynie a disparu.
Remarque : le calomel est considéré comme l'une des formes de mercure les moins toxiques lorsqu'il est administré par voie orale ; il se montre par exemple in vitro environ 100 fois moins toxique que l'éthylmercure pour les neurones.
En 1953 on a signalé plusieurs cas d'enfants ayant développé des acrodynies après avoir reçu un vaccin contenant du thimérosal. En 1999 aux États-Unis il a été proposé d'interdire le thimérosal dans les vaccins.

## Acrodynie infantile

### Symptômes
Les symptômes couramment admis pour cette maladie sont : 
- tuméfaction douloureuse, froide de couleur plutôt violacée des mains, des pieds et parfois du nez et les joues, avec des lèvres rouges (érythémateuses), des gencives enflammées, une perte de cheveux, les dents et ongles qui tombent,
- éruptions cutanées transitoires
- une dysfonction rénale (possible syndrome de Fanconi)
- sudation anormale, et hypersalivation
- fourmillement aux pieds et aux doigts
- troubles digestifs et cardio-vasculaires
- paresthésies, démangeaisons, sensation de brûlure, avec parfois un gonflement (œdème) et/ou excoriation de la peau et desquamation (de la paume des mains ou pieds, du nez ou des parties génitales)
- troubles nerveux, avec parfois hypotonie (enfant n'arrivant plus à s'assoir ni à marcher, avec perte du réflexe rotulien)
- photophobie
- symptômes neuropsychiatriques (labilité émotionnelle, troubles de la mémoire, insomnie)

Ces symptômes apparaissent par poussées avec une nette altération de l'état général (anorexie et amaigrissement, irritabilité, etc). Et avant cette évolution, on retrouve souvent un syndrome grippal (avec ou sans fièvre).
Diganostic différentiel ; la présentation clinique peut faire évoquer un phéochromocytome.
Remarques : il existe des preuves que le même empoisonnement au mercure peut prédisposer au syndrome de Young (hommes atteints de bronchectasie et d'une délétion de la spermatogenèse).

## Causes
Comme pour la maladie de Minamata, on a autrefois pensé que l'acrodynie pouvait résulter d'une infection, mais outre que la maladie n'est pas contagieuse, ceci n'a jamais pu être prouvé.
Les composés mercuriels (calomel par exemple) étaient autrefois très utilisés à diverses fins médicales, comme laxatifs, diurétiques, antiseptiques ou antimicrobiens pour la syphilis, le typhus et la fièvre jaune. Des poudres de soins dentaires étaient une source courante d'empoisonnement au mercure jusqu'à la reconnaissance par les autorités de la toxicité du mercure (dans les années 1940).
L'empoisonnement au mercure et l'acrodynie existent encore aujourd'hui et pourrait être sous-estimé. Parmi les sources modernes d'intoxication au mercure figurent les lampes à vapeur de mercure cassées (néons, lampes fluorescentes...) et les thermomètres cassés. Le degré de contamination de la population générale par le mercure ne doit pas être sous-estimé ; selon l'EPA et l'Académie américaine des sciences, au début des années 2000 aux États-Unis environ 8-10% des femmes avaient un taux de mercure dans le sang assez élevé pour causer des désordres neurologiques chez la plupart des enfants, le méthylmercure étant associé à un déficit du développement cognitif.

## Mécanisme
Le mercure bloquant la voie de dégradation des catécholamines, un excès d'épinéphrine cause une transpiration abondante, une tachycardie, une salivation et une pression artérielle élevée. Une hypothèse est que le mercure inactive la S-adénosyl-méthionine, nécessaire au catabolisme des catécholamines par la catéchol-o-méthyl transférase.

## Diagnostic
Une analyse sanguine, d'urine ou des cheveux peut confirmer la présence de mercure dans l'organisme du patient (le test de dépistage dit test de Reinsch autrefois utilisé n'est pas considéré comme fiable.
Le diagnostic différentiel doit notamment faire éliminer le Phéochromocytome qui pourrait parfois être confondu avec l'acrodynie
Une hypothèse proposée par deux toxicologues en 2009 (Mutter & Yeter) est que la maladie de Kawasaki pourrait être une forme d'acrodynie ; car les symptômes admis dans les deux cas sont très proches.

## Traitement
Les priorités sont :
- identifier et supprimer la source de mercure (exposition environnementale ou alimentaire)...
- compenser les pertes de fluides et d'électrolytes
- compenser le déséquilibres nutritionnels (→ régimes riches en vitamines, dont complexe de vitamines B).
- détoxiquer l'organisme : Une thérapie de chélation est effectuée sous surveillance médicale (cf. protocole Andrew Cutler, le DMPS/DMSA et l'ALA sont délivrés par voie orale, à petites doses en fonction de leur demi-vie sur une période de 72 heures, suivie d'une pause de trois jours. L'agent chélatant souvent utilisé est l'acide méso 2,3-dimercaptosuccinique, il empêche presque totalement l'absorption du méthylmercure par les érythrocytes et les hépatocytes et facilite leur évacuation.
On utilisait autrefois le dimercaprol (antilewisite britannique ; 2,3-dimère-capto-l-propanol) et la D-pénicillamine. De l'édétate disodique (Versene) a aussi été utilisé. Ni l'édétate disodique ni l’antilewisite britannique ne se sont révélés fiables et on sait même maintenant que l’antilewisite britannique augmente le taux de mercure dans le système nerveux central et exacerbe la toxicité du mercure. La N-acétyl-pénicillamine a par contre été administrée avec succès à des patients atteints de neuropathies induites par le mercure et victime d'intoxication chronique, bien qu'elle ne soit pas approuvée pour de telles utilisations. Il présente cependant plus d'effets indésirables que l'acide méso 2,3-dimercaptosuccinique. 
L'hémodialyse avec et sans addition de L-cystéine (agent chélatant) a été utilisée chez certains patients souffrant d'insuffisance rénale aiguë due à la toxicité du mercure. 
La dialyse péritonéale et l'échange de plasma peuvent également être bénéfiques.
- la tolazoline (priscoline) peut soulager les symptômes d'une hyperactivité sympathique.
- Des antibiotiques sont nécessaires si une hyperhidrose massive peut rapidement conduire au miliaria rubra avec alors un risque d'infection secondaire bactérienne et de pyodermite ulcéreuse.